# Bærmispel
Slægten Bærmispel (Amelanchier) er udbredt med ca. 25 arter i Europa, Nordamerika og Østasien med hovedvægten i Nordamerika. Det er løvfældende buske eller små træer, der danner rodskud i visse tilfælde. Bladene er ofte hvidfiltede, men oversiden bliver efterhånden glat. Blomsterne sidder i klaser, hvor de enkelte blomster er hvide (sjældent lyserøde). Frugterne er saftige, runde kernefrugter ("bær") med blivende bægerblade.
Der er nogen uenighed og usikkerhed om artsinddeling for de amerikansk hjemmehørende arter og (delvis som en følge heraf) navngivningen, både videnskabeligt og på dansk.
| Arter der dyrkes i Danmark |

- Aks-bærmispel (Amelanchier spicata)
- Allegheny-bærmispel (Amelanchier laevis)
- Almindelig bærmispel (Amelanchier lamarckii)
- Canadisk bærmispel (Amelanchier canadensis)
- Ellebladet bærmispel (Amelanchier alnifolia)
- Rundbladet bærmispel (Amelanchier ovalis)

| Andre arter |

- Amelanchier arborea
- Amelanchier asiatica
- Amelanchier bartramiana
- Amelanchier humilis
- Amelanchier interior
- Amelanchier lucida
- Amelanchier nantucketensis
- Amelanchier obovalis
- Amelanchier sanguinea
- Amelanchier sinica
- Amelanchier utahensis